# فردریک بنکس
فردریک بنکس (انگلیسی: Frederick Banks; ۹ دسامبر ۱۸۸۸ – ۱۶ ژانویهٔ ۱۹۵۷ (۶۸ سال)) بازیکن فوتبال اهل بریتانیا بود.
از باشگاه‌هایی که در آن بازی کرده‌است می‌توان به باشگاه فوتبال ناتینگهام فارست، باشگاه فوتبال استالی‌بریج سلتیک، باشگاه فوتبال بیرمنگام سیتی، و باشگاه فوتبال وورکساپ تاون اشاره کرد.